# Euscelidia marion
Euscelidia marion là một loài ruồi trong họ Asilidae. Euscelidia marion được Walker miêu tả năm 1849.